# Orodel
Orodel là một xã thuộc hạt Dolj, România. Dân số thời điểm năm 2002 là 3308 người.